# Wilburton (Oklahoma)
Wilburton is een plaats (city) in de Amerikaanse staat Oklahoma, en valt bestuurlijk gezien onder Latimer County.

## Demografie
Bij de volkstelling in 2000 werd het aantal inwoners vastgesteld op 2972.
In 2006 is het aantal inwoners door het United States Census Bureau geschat op 2905, een daling van 67 (-2,3%).

## Geografie
Volgens het United States Census Bureau beslaat de plaats een oppervlakte van
7,7 km², geheel bestaande uit land.

## Plaatsen in de nabije omgeving
De onderstaande figuur toont nabijgelegen plaatsen in een straal van 28 km rond Wilburton.